# 人造人間キカイダー
『人造人間キカイダー』（じんぞうにんげんキカイダー）は、石森章太郎原作の特撮テレビ番組。

## 概要
『人造人間キカイダー』は、空前の「変身ブーム」と特撮変身ヒーロードラマ『仮面ライダー』（毎日放送）の成功を背景に、同じ原作者・制作会社が『仮面ライダー』との差別化を図って、NET（日本教育テレビ）とともに世に送り出したテレビ作品である。

### 特徴
キカイダーのデザインは人体模型をモチーフとしている。身体の青色は正義の心、赤色は悪の心を象徴しており、「不完全な良心」を表現している。「左右非対称のデザイン」や「中身が透ける部分が不気味」という放映前から業界内の批判もあったが、原作・デザイン担当の石森は「自身のデザインワークの中でも1、2位を争う傑作だと自負している」と後に述べている。また、キカイダーのデザインは、初期段階より決定稿と大きな違いはないが、耳のデザインは複数描かれている。石森のアシスタントである早瀬マサトは、石森から「不完全だが完全」と聞かされている。身体の青と赤はそれぞれ知性と血（パッション）の象徴として描かれていて、完成体は青一色になるという構想が石森の中にはあったらしい（角川書店社長・井上伸一郎談）。
一方、同時に描かれた漫画は、不完全な良心を持つ人形が人間になることをめざすイタリアの童話『ピノッキオの冒険』を下敷きにしており、不完全な良心回路を持つロボット（人造人間）が人間になる（近付く）ことをめざすSF作品となっている。
終盤ではライバルキャラクター・ハカイダーが登場し、人気を博した。

### 内容
「不完全な良心回路を持ち、善と悪の狭間で苦悩する人造人間の戦い」というテーマは漫画版と共通しているが、漫画版ではイチロー（キカイダー01）が登場した後もジロー（キカイダー）を主人公として展開し、さらに作者の個性により終盤は「敵となった兄弟と殺しあうアンドロイドの悲劇」を描いた展開となったのに比べ、テレビ版はヒーロー番組のスタンダードである一話完結で「悪の組織ダークの送り込む怪物ロボットに立ち向かう正義の人造人間キカイダーの活躍」という路線を貫き、主人公をイチロー（キカイダー01）が受け継ぐ続編『キカイダー01』につないだ。ただし、サブライターとして参加していた長坂秀佳の意向により、原作の特色は十分に生かされ、特に彼がメインライターとなった第27話以降では単なる勧善懲悪ものでは終わらない「正義と悪の狭間で苦悩する人造人間」というテーマを推し進めている。
人造人間のジロー＝キカイダーと、ミツ子・マサルの姉弟、そしてハンペンが行方不明になった光明寺博士を探す旅を続ける。ただし、三人は常に行動を共にしているわけではなく、別行動を取ることも多い。キカイダーと悪の組織ダークのロボット（等身大）の戦い、ジローとミツ子の恋、そして父と子（姉弟）のすれ違いが描かれ、ラストではようやく父・光明寺博士と再会を果たしたミツ子とマサルの姉弟が父とともに日本を離れることになり、ミツ子はジローも一緒に行くと思い期待を寄せていたが、ジローは一人日本に残ってどこへともなく去り、それを知ったミツ子が悲しみに暮れ、物語は幕を閉じる。
東映プロデューサーの吉川進は、特撮ヒーローものを手がけるのは初めてであったため、通常の人間ドラマと同様の作り方をしたと述べている。『01』では、本作品の反省を踏まえ主人公は従来のヒーロー像が目指されたが、後年のインタビューで吉川はこの変更には疑問を感じており、本作品の方が満足度が高かったことを述べている。

## 登場キャラクター

### キカイダー
本作品の主人公で、犯罪組織ダークに拉致された光明寺博士が、ダークを倒すために密かに造った人造人間。
ジロー
キカイダーの人間態であり、ギターを持つ青年。ジローの名は光明寺博士の長男で故人でもあるタローに由来し、姿もタローをモデルにしている。
不完全な「良心回路」を持つため、プロフェッサー・ギルの笛の音が鳴ると、良心と指令の板ばさみになり苦しみ出す。笛の音に耐え切れずギルに操られてしまったことがある。しかもアイデンティティを重んじるジローは「完全な機械にはなりたくない」という想いから、「良心回路」が完全なものになることを望んでいない。第43話にて、不完全な「良心回路」に負けない精神力を身につけるべく、日本全国修行の旅に出た。
キカイダー
ジローが両肩のスイッチをONにして戦闘モードにチェンジした姿。左右でデザインとカラーリングが異なり、内部メカの露出した左頭部は透明なカバーで覆われている。左右非対称の姿は良心回路が不完全であるために生じるものとされている。戦闘能力はダーク破壊部隊のアンドロイドを凌駕している。
キカイダーの姿では良心回路が完全に作動しているため、ギルの悪魔の笛は基本的に通用しない。
電子頭脳には自身の設計図も記録されており、簡単な修理ならば自分で行える。アカ地雷ガマとの戦闘で身体が空中分解した際は、ミツ子に自身の配線を指示し元の姿に組み立て直した。

### ハカイダー
ハカイダー
第37話から登場。ダークがキカイダー打倒のために光明寺博士をマインドコントロールして造ったダーク最強のサイボーグロボット。全身黒ずくめで、随所に黄色い稲妻の意匠がある。
キカイダー対策も兼ね、頭部に光明寺の脳を移植し回路の1つとしていて、この脳がキカイダーを牽制するための盾になっているが、一定時間内に血液交換をしないと脳が死んでしまい、戦闘力が激減するという弱点にもなっていた。良心回路と正反対の機能を持つ「悪魔回路」を内蔵しており、キカイダーを凌駕する戦闘力を誇る。キカイダー打倒のためには手段を選ばず、自分の行動を妨害するダークロボットを攻撃したり、ジローが父を殺したと誤解したマサルを利用したりしたが、その一方で卑怯なやり方を嫌う。
サブロー
第38話から登場。ハカイダーの人間態。黒のライダースーツに身を包み、黄色いマフラーを着用している。頭にゴーグルを乗せているのは、当初はサングラスを装着する予定だったものが、ヘルメットを被ってゴーグルを装着することになり、さらに最終的にゴーグルを乗せるということになったため。
口笛を吹きながら現れてジローの弟を名乗り、ジローを疑うマサルを利用して彼を追い詰める。マサルに渡したデスホイッスルは、自身を呼ぶための笛であるほか、あらゆる機械の機能を停止させる特殊光線を発射可能。

### キカイダーの協力者
光明寺博士
本名は光明寺信彦。ロボット工学の世界的権威。ダークに拉致・監禁されたことで、ジローをはじめ、多くの戦闘用アンドロイドを作った。第17話では群馬県伊香保町（現:渋川市）出身であることが語られている。
ダーク基地から脱出した際に記憶を失い、ホットドッグ屋、タクシードライバー、警備員などに職業を変えつつ全国各地を放浪する。記憶喪失となりながらもロボット工学者としての記憶と技術は潜在的に残っており、旅の中で出会った漁師の家のテレビを修理し、電気屋であっただろうと言われたこともある（31話）。また、負傷して気を失っているジローに遭遇し、近くに放置されていたダークロボットの腕を移植して応急修理したこともある。ドラマの終盤では脳をハカイダーに移植され、残った身体がダーク基地に保存された状態にあったが、ミツ子の手術によって元の身体に戻り同時に記憶も回復した。第43話にて、優秀なアンドロイドが悪用された現実を鑑みて、一旦研究生活を休止。予め自宅を購入していたスイスへと、ミツ子、マサルと共に移住する。その前に挨拶に来た、修行へと旅立つジローへエールを贈った。

光明寺 ミツ子
光明寺博士の娘。ダークでは父の助手としてアンドロイド製作にも携わっており、その経験から故障したジローを修理する技術を持つ。
当初はジローをさして意識していなかったが、やがて激しい恋愛感情を抱くようになり、ジローが優しくした女性に嫉妬したり、敵の目を欺くためにジローと結婚式を挙げようとしたりした。

光明寺 マサル
ミツ子の弟。姉とともに父の行方を捜す。ジローを兄のように慕っている。
終盤ではジローに父殺しの疑念を抱き（39話）、サブローからデスホイッスルを受け取った。ジローを警察に引き渡そうとするが「僕をバラバラにするがいい、君にまでに疑われて生きていたくはない」というジローの悲痛な訴えを聞き、ジローを信じることにした。

服部 半平
第2話から登場。伊賀忍者服部半蔵の名を継ぎ、16代目末裔を自称する世界第一級私立探偵。ミツ子・マサルの姉弟を助ける。忍者としての実力は低くすぐに日和る臆病者だが、思いがけない行動力によってキカイダーや姉弟の危機を救うことも多い。プロフェッサー・ギルと直接対峙した唯一の一般人でもある。一人称は「吾輩」でジローを「ミスター・ジロー」と呼ぶ。マサルによって「ハンペン」の通称が名付けられた。印を結んで付近の人間を縛っている縄を解く伊賀流忍法・「縄抜けの術」を使える。
初期は銭勘定にうるさく、己の保身や金のためなら裏切ることもあった。中盤以降はジローや光明寺姉弟の危機に身を挺して協力したり、最終回では囮を務めるなど、かなり役に立つ存在になっていく。それに伴い、能力の描写も変化していき、中盤でジローのギター演奏を真似た際は非常に下手であったが、終盤では本人と間違えられるほどの完璧なコピーを披露。格闘能力に関しても、終盤においては複数のアンドロイドマンを一蹴するほどの活躍を見せた。愛車はスバル360だが、すぐにエンストを起こしてしまう。ただし、車体は3回マイナーチェンジしており、カラーリングはグリーンとブルーが存在する。

### ダーク
世界各国に武器や兵器を販売する「死の商人」の組織。アンドロイドも商品の一つとして作られ、各国に売られている。しかしそれらの活動は資金調達のための手段でしかなく、真の目的は世界征服であった。人類を憎悪する首領ギルの命令の下、大規模なテロや殺人を行う傍ら、組織から逃走した光明寺博士の行方を追う。
プロフェッサー・ギル
ダークを率いるロボット工学者。痩身蓬髪の怪人物で、「ダークに生まれし者はダークに還れ」と唱えながら杖に内蔵した悪魔笛を鳴らしてアンドロイドを凶暴化させ、支配する。冷酷な男で、裏切り者や失敗した者には容赦しない。
戦いの激化とともに狂気の域に踏み込んでいき、最終話でキカイダーに追い詰められたギルは基地とともに自爆した。
- 雑誌『宇宙船』Vol.24（1985年6月号）に掲載された平山亨の連載小説「私の愛したキャラクターたち」第6回によると、「（本名は）父ポマレンコ氏の一人息子アレクサンドル」「マサチューセッツ工科大学で光明寺とは同期であり、恋敵でもあった」とされるが、これは劇中の設定ではない。
- 演じた安藤は東映の悪役俳優であり、「ギルは常に地下に潜んでいるから、顔色も悪いはずだ」と、青白いメイクを行い、さらに青い照明によって鬼気迫る表情でこれを演じている。またカメラマンの協力により、アップ画を基本として安藤は動かずにカメラマンの動きに目線を合わせるという演技を行っている。笛を吹くシーンでは、安藤の提案により扇風機での風を受けながらの演技をスローモーションで撮影している。
- デザインのバリエーションは存在せず、当初は、舞踊家の土方巽がイメージされていた。

#### ダーク破壊部隊
ダークロボット
ダークによって改造された動物型の戦闘用アンドロイドたち。本来は光明寺博士が自然保護のために作ったものだったが、プロフェッサー・ギルがこれらを支配して戦闘アンドロイドに改造した。13体が作られたが全てキカイダーに倒された。それぞれの最期のシーンでは、爆発の後に身体の部品が地面に散乱する描写が多い。第14話からギル自ら製作した新破壊部隊が結成された。人間態を持つ者や人間に憑依する能力を持つ者もいる。
名前は「色＋モチーフとなった動物名」となっている。

アンドロイドマン
ダークの汎用戦闘兵士である下級アンドロイド。刃が大きな長刀を武器として、集団で襲い掛かる。また、第20話では赤く細い槍を使用していた。人間にも変装可能で、水中でも活動できる。汎用型、女ベニクラゲとバイオレットサザエ配下の女性型（2種類）など5つのタイプが存在し、情報部門や科学部門のなどの各セクションに配備されており、科学部門のアンドロイドマンは白衣を着用している。
掛け声は最初期のみ「ダーク！」、のちに「ギル！」へと変更。第17話からは額にダークのマークが入っている。

### その他
甚兵衛
光明寺博士が作ったロボット。ある数式のデータを内蔵しており、横浜ドリームランドで働いていたが、データをピンクタイガーに狙われ、拷問を受ける。
光明寺 タロー
ミツコ・マサルの兄。環境警備隊員だったが、すでに死亡している。ジローは彼をモデルに作られた。

## キャスト

### レギュラー・準レギュラー
- ジロー / キカイダー：伴大介
- ミツ子：水の江じゅん
- マサル：神谷政浩
- 光明寺博士：伊豆肇
- プロフェッサーギル：安藤三男[注釈 11]
- 服部半平：植田峻
- サブロー：真山譲次

### 声の出演
- ナレーター：岡部政明
- ハカイダー：飯塚昭三※クレジットなし

### 主なゲスト
（参考資料＝変身ヒーロー大全集 1995、2002年双葉社刊『キカイダー大全』、2003年ミリオン出版刊『人造人間キカイダー 超人バロム・1 変身忍者 嵐 3大テレビヒーローシークレットファイル』）
- 青野：三島耕（1話）
- 後藤：鈴木志郎（1話）
- 運転手：団巌（1話）
- 石神博士：有馬昌彦（2話）
- 道夫（灯台守）：山口暁（3話）
- 洋太：五島義秀（3話）
- 十河幸子：富山真沙子（4話）
- 十河ヒカリ：斉藤浩子（4話）
- 稲葉徹夫：長沢大（7話）
- 稲葉みつえ：木村有里（7話）
- 稲葉史郎：佐久田修（7話）
- 星村ユカ：藤江リカ（8話）
- 研一：田村円（8話）
- 雪村アキ子（「ぐみの木学園」教師）：藤山律子（8話）
- 洋一：五島義秀（9話）
- 中堀博士：山本廉（10話）
- 中堀カズコ：遠藤薫（10話）
- 一ツ橋館長：清水一郎（第12話）
- 甚兵衛：多々良純（13話）
- 川辺ミキ：松谷紀代子（16話）
- 和田浩平（ボート屋）：太宰久雄（16話）
- 大山委員長（公害対策委員会首脳）：徳大寺伸（17話）
- 市村隊長：北原義郎（18話）
- 三森令子：松沢のゝ（19話）
- 浅沼竜平：宇南山宏（20話）
- 浅沼一平：簾内滋之（20話）
- 畑中正夫：染谷利貴（22話）
- 畑中伸子：松木路子（22話）
- 加東（横江川）亜矢子：菊容子（23話）
- 八木医師：二瓶秀雄（24話）
- ダーク対策委員会委員長（アンドロイドマン）：青野平義（25話）
- まち子：吉岡ゆり（26話）
- 荒木博士：小山源喜（27話）
- 荒木タエ子：高毬子（28話）
- カオル：斉藤浩子（29話）
- 島村ちどり：松木聖（30話）
- 塚原茂：轟謙二（31・32話）
- 塚原和子：遠藤薫（31・32話）
- 桃山カズコ：森秋子（34話）
- あき子：千崎ゆか（35話）
- 熊野刑事：大前均（36 - 38・43話）
- マリ（カメラマン）：小田まり（36 - 38話）
- ダークの研究員：秋元羊介（36・38話）
- 警官：ポール牧、関武志（ラッキーセブン）（39話）
- 三笠洋一：佐藤一臣（40話）

### スーツアクター・スタントマン
- キカイダー（スーツアクター）：菊地敏昭[22][23]
- ダークロボット（スーツアクター）：速水鴻、三橋幸男、宇都宮公久[24]、高橋健二[25]
- ダークロボット（トランポリン）：二家本辰巳[26]
- ハカイダー（スーツアクター）：益田哲夫、三島一夫[27][22]
- （スタントマン）：金田治（第18話まで）、高橋健二（第19話以降）、榎本武士、渡辺千代太、中井宏
- （オートバイスタントマン）：室町健三

## スタッフ
- 原作：石森章太郎
- 連載：テレビランド、週刊少年サンデー
- 脚本：伊上勝、長坂秀佳、押川国秋、島津昇弐、島田真之、春日憲政、多村映美、渡辺亮徳
- 音楽：渡辺宙明
- 演奏：スクリーン・ミュージック
- 技斗：三島一夫（三島剣技会）
- 企画：平山亨、吉川進
- 撮影：猪熊雅太郎、相原義晴
- 照明：石垣敏雄、加藤宏明、吉岡伝吉
- 録音：長井幹夫、広田悟、織本道雄、大久保スタジオ
- 美術：井上明、春木章、安野俊夫、平高主計、森田ふみよし
- 計測：内田正司、斉藤健
- 編集：伊吹勝雄、真島純二、松谷正雄、広島正和
- 記録：近藤和子、高橋扶佐緒
- 特殊効果：日高秀行、特効
- 助監督：徳井一行、長谷川洋、島恵一、安室修、辻理、中野弘也、西原和紀、青木弘司、坂本太郎
- 進行主任：奈良場繁、佐藤敬一、長尾茂久、江成健、春日憲政、穂鷹克夫、山本康郎、鈴木善喜
- 特撮：特撮研究所
  - 特撮監督（ノンクレジット）：矢島信男
  - 操演（ノンクレジット）：鈴木昶
- オートバイ製作：カワサキオート販売
- 衣裳：大和衣裳
- 装置：紀和美建、宮崎工務店
- 家具：村内ホームセンター
- 現像：東映化学
- 制作担当：春日憲政、奈良場繁
- 造形（ノンクレジット）：開米プロダクション[28]、ツエニー[注釈 12]
- 監督：北村秀敏、永野靖忠、畠山豊彦
- NETプロデューサー：宮崎慎一
- 制作：NET、東映

## 音楽
歌・BGMともに、全て渡辺宙明が作曲・編曲した。プロフェッサー・ギルの笛の音は当時の日本では珍しかった渡辺の私物のシンセサイザー「ミニモーグ」で作られた。BGMは『五番目の刑事』からの流用もあったが、本作品のBGMも『イナズマン』やスーパー戦隊シリーズなどに流用された。
主題歌のシングルレコードは16万枚を売り上げた。
主題歌・挿入歌LPの発売が本作品の放送終了に間に合わなかったため、本作品の挿入歌は全て次作『キカイダー01』の主題歌・挿入歌LPなどに収録された。主題歌はインストゥルメンタル版（カラオケへのメロ被せ）が作られたが、挿入歌のインスト版は作られず、歌入りまたはカラオケが使われている。

### 主題歌
オープニングテーマ「ゴーゴー・キカイダー」
作詞 - 石森章太郎 / 作曲・編曲 - 渡辺宙明 / 歌 - 秀夕木、コロムビアゆりかご会
子門真人によるカバー版（コーラスはヤング・フレッシュ）も存在する。
第1 - 21、23、24、26 - 29、31 - 34、36、38 - 41話では挿入歌として使用された。
エンディングテーマ「戦え!!人造人間キカイダー」
作詞 - 八手三郎 / 作曲・編曲 - 渡辺宙明 / 歌 - 秀夕木、コロムビアゆりかご会
第2 - 5、10、12、19、22、25、30、33、43話では挿入歌として使用された。

### 挿入歌・イメージソング
『キカイダー01』の14曲入りLPレコードに収録された曲
本作品のOPとEDおよび『キカイダー01』のOPとEDとともに収録。
「ハカイダーの歌」（第37、38話）
作詞 - 石森章太郎 / 作曲・編曲 - 渡辺宙明 / 歌 - 水木一郎
3番の歌詞に「右手のガンに炎が走る」とあるが、通常ガン（ハカイダーショット）は左手で使用される。
第34、37、39、41話の次回予告にも使用。
「キカイダーは行く」
作詞 - 田中守、丘灯至夫 / 作曲・編曲 - 渡辺宙明 / 歌 - 子門真人、コロムビアゆりかご会
「ギル博士の歌」（第36、37、41話）
作詞 - 島津昇弌、丘灯至夫 / 作曲・編曲 - 渡辺宙明 / 歌 - ザ・スウィンガーズ
「どこへ行くのか」（第43話）
作詞 - 丘灯至夫 / 作曲・編曲 - 渡辺宙明 / 歌 - 子門真人、ザ・スウィンガーズ
最終回のエピローグ、ジローが去っていく場面に使用。
「キカイダー数え歌」
作詞 - 島田真之、丘灯至夫 / 作曲・編曲 - 渡辺宙明 / 歌 - 子門真人、コロムビアゆりかご会
「悪魔が今日も笛を吹く」（第36話）
作詞 - 丘灯至夫 / 作曲・編曲 - 渡辺宙明 / 歌 - 子門真人、コロムビアゆりかご会
「誰かがうしろで」
作詞 - 石森章太郎、丘灯至夫 / 作曲・編曲 - 渡辺宙明 / 歌 - 子門真人、コロムビアゆりかご会
「三郎のテーマ」
作詞 - 石森章太郎 / 作曲・編曲 - 渡辺宙明 / 歌 - 水木一郎
イントロは「三郎の口笛」として使用された。
「ダークロック」
作詞 - 伊上勝、丘灯至夫 / 作曲・編曲 - 渡辺宙明 / 歌 - ザ・スウィンガーズ
ダーク基地のBGMのメロディーが前奏に使われている。
「春くれば」（第43話）
作詞 - 丘灯至夫 / 作曲・編曲 - 渡辺宙明 / 歌 - 伴大介
後述のハワイでの人気を参照。

『キカイダー01』の4曲入りEPレコードに収録された曲
『キカイダー01』のOPとEDとともに収録。
「ぼくらのキカイダー」（第35 - 37、39、40、43話）
作詞 - 大船進、丘灯至夫 / 作曲・編曲 - 渡辺宙明 / 歌 - コロムビアゆりかご会
本作よりも次作『キカイダー01』でよく使用された。『キカイダー01#音楽』も参照。
「キカイダー子守歌」
作詞 - 長坂秀佳、丘灯至夫 / 作曲・編曲 - 渡辺宙明 / 歌 - 子門真人

他の挿入歌として、第34話で橋幸夫の「子連れ狼」が使用された。

## 制作

### 企画経緯
本作品の最初期の企画は『妖術武芸帳』の後番組としての立案を経て、没となった『地獄からの逃亡者』である。「悪の組織ダークから脱走したアンドロイドKが刺客と戦う」という内容で、この時点では制作に至らなかったが、そのコンセプトは『仮面ライダー』に受け継がれたとされる。『仮面ライダー』のヒットを受けて、企画が再び立ち上げられる。
本作品が放送を開始する1972年当時、土曜日の20時から21時の時間帯はTBSテレビのバラエティ番組『8時だョ!全員集合』が平均視聴率 27%を記録していた。これに対抗するためにNETは20時からの1時間を「変身大会」と銘打ち、折からの「変身ブーム」に便乗した変身ヒーロー番組枠にして、子供たちの興味を惹きつけようと20時からの30分枠で「変身ヒーロー番組」を東映に発注する。初期の企画書『アンドロイドエンゼルサタン』は番組の趣旨として「他局が『全員集合』に出演していたザ・ドリフターズを恐れ、『全員集合』の裏番組に一般向けの番組を放送している現状であるからこそ、子供向け番組を放送して、ドリフターズから子供の視聴者を取り戻したい」という旨の記述がある。
東映は『仮面ライダー』の実績から石森を原作者に招き、以前に没となった『地獄からの逃亡者』に企画者側として、平山亨と吉川進が加わり、推敲した上で『キカイダー』を完成させた。「変身大会」後半の20時30分からの番組枠は東映動画に発注され、ヒーローアニメ『デビルマン』を放映した。
石森の参加後に立てられた企画『アンドロイドエンゼルサタン』は主人公の名称は前企画と同じくKであるが、良心回路の設定がこの段階で加えられた。その後、星光 / レッドブルーを主人公とする『人造人間レッドブルー』で企画の骨子が完成する。
作品タイトルは『人造人間ゼロダイバー』に一度は決定して、このタイトルで児童誌などに告知されたがテレビ局側から「視聴率0にダイブする様に連想させる」という反対意見が出たため、石森の発案による『人造人間キカイダー』に変更した。
東映東京撮影所で制作を開始した『人造人間キカイダー』は東映テレビ・プロダクションなどにおける労働争議の影響で、第2話からの制作は祖師谷の栄スタジオで継続した。第33話以降は大泉で撮影が行われた。
初回の視聴率は9%だったが、第1クールを過ぎる頃には16%に上昇した。『全員集合』という強力なお化け番組の裏としては高視聴率を獲得した結果、続編『キカイダー01』を制作・放映した。

### 脚本家の交代
当初はメインライターを伊上勝が務め、フォーマットを敷いたが、第25話を最後に『仮面ライダーV3』の準備のために降板。サブライターとして参加していた長坂秀佳が第26話より、メインライターとなった。長坂は石森による漫画版の要素を汲み取った作劇を行い、悩める主人公像が強調される様になった。
作中の脚本を東映本社専務だった渡邊亮徳が執筆（第18話）したことが話題となった。キカイダーのデザインに対して、NETに抗議の電話が殺到。業界内からも批判が相次いだことに加え、夜8時台の放送枠で「お色気要素も含んだ怪しさが内外から批判を浴びた」（吉川プロデューサー談）という理由から、「それなら俺が脚本を書いてやる」と渡邊がペンを執ってみせたという。

## 放送リスト
| 放送日       | 話数 | サブタイトル                       | 登場アンドロイド | 脚本              | 監督     |
| ------------ | ---- | ---------------------------------- | --- | ----------------- | -------- |
| 1972年7月8日 | 1    | 恐怖のグレイサイキングは地獄の使者 | グレイサイキング（声：田中康郎）                                                                                         | 伊上勝            | 北村秀敏 |
| 7月15日      | 2    | 怪奇 グリーンマンティスは殺人鬼    | グリーンマンティス（声：大宮悌二）                                                                                       | 伊上勝            | 畠山豊彦 |
| 7月29日      | 3    | 呪い オレンジアントの死の挑戦      | オレンジアント（声：増岡弘）                                                                                             | 伊上勝            | 北村秀敏 |
| 8月5日       | 4    | 悪魔のブルーバッファローが罠をはる | ブルーバッファロー（声：田中康郎）                                                                                       | 伊上勝            | 北村秀敏 |
| 8月12日      | 5    | イエロージャガーの魔の手が迫る     | イエロージャガー（声：依田英助、人間態：穂積隆信）                                                                       | 長坂秀佳          | 畠山豊彦 |
| 8月19日      | 6    | ブラックホースが死刑場でまつ       | ブラックホース（声：島田彰）                                                                                             | 伊上勝            | 畠山豊彦 |
| 8月26日      | 7    | 怪物ブルスコングが大暴れ           | ブルスコング（声：大宮悌二）                                                                                             | 伊上勝            | 北村秀敏 |
| 9月2日       | 8    | カーマインスパイダーが無気味に笑う | カーマインスパイダー（声：勝田久）                                                                                       | 長坂秀佳          | 北村秀敏 |
| 9月9日       | 9    | 断末魔！妖鳥レッドコンドル         | レッドコンドル（声：和久井節緒）                                                                                         | 長坂秀佳          | 畠山豊彦 |
| 9月16日      | 10   | サソリブラウン 人間爆発に狂う      | サソリブラウン（声：大宮悌二）                                                                                           | 押川国秋          | 畠山豊彦 |
| 9月23日      | 11   | ゴールドウルフが地獄に吠える       | ゴールドウルフ（声：増岡弘、人間態：坂口徹）                                                                             | 長坂秀佳          | 北村秀敏 |
| 9月30日      | 12   | 残酷 魔女シルバーキャット          | シルバーキャット（声：今西正男、人間態：水上竜子）                                                                       | 島津昇弌          | 北村秀敏 |
| 10月7日      | 13   | ピンクタイガーの遊園地襲撃         | ピンクタイガー（声：大宮悌二）                                                                                           | 島津昇弌          | 畠山豊彦 |
| 10月14日     | 14   | 大魔神ギンガメが三怪物を呼ぶ       | - ギンガメ（声：和久井節緒） - 再生ダーク破壊部隊13人衆                                                                  | 長坂秀佳          | 畠山豊彦 |
| 10月21日     | 15   | キンイロコウモリ 呪いの陰          | - キンイロコウモリ（声：増岡弘、人間態（光明寺タロー）：林ゆたか） - テスト用キカイダー                                  | 伊上勝            | 北村秀敏 |
| 10月28日     | 16   | 女ベニクラゲが三途の川へ招く       | 女ベニクラゲ（声：京田尚子）                                                                                             | 長坂秀佳          | 北村秀敏 |
| 11月4日      | 17   | アカクマバチ 恐怖の人質計画        | アカクマバチ（声：里見たかし）                                                                                           | 島津昇弌          | 永野靖忠 |
| 11月11日     | 18   | クロカメレオン 幻の大強奪作戦      | クロカメレオン（声：増岡弘、人間態：北原義郎）                                                                           | 渡邊亮徳 島田真之 | 永野靖忠 |
| 11月18日     | 19   | 死神獣 カブトガニエンジ参上！      | カブトガニエンジ（声：依田英助、人間態：エディ アラブ）                                                                  | 長坂秀佳          | 畠山豊彦 |
| 11月25日     | 20   | 冷酷アオタガメのドクロ計画!!       | アオタガメ（声：和久井節緒）                                                                                             | 長坂秀佳          | 畠山豊彦 |
| 12月2日      | 21   | 残虐！ムラサキネズミの毒牙         | ムラサキネズミ（声：神山卓三）                                                                                           | 長坂秀佳          | 北村秀敏 |
| 12月9日      | 22   | シロノコギリザメ 悪夢の12時間      | シロノコギリザメ（声：上田耕一、人間態（医師）：陶隆）                                                                   | 島田真之          | 北村秀敏 |
| 12月16日     | 23   | キイロアリジゴク三兄弟見参！       | キイロアリジゴク三兄弟（声：和久井節緒ほか、人間態（神父）：植村謙二郎）                                                 | 長坂秀佳          | 永野靖忠 |
| 12月23日     | 24   | 魔性の女?? モモイロアルマジロ      | モモイロアルマジロ（声：坂井すみ江、人間態（謎の女）：司美智子）                                                         | 島津昇弌          | 永野靖忠 |
| 12月30日     | 25   | ダイダイカタツムリ 殺しの口笛      | - ダイダイカタツムリ（声：里見たかし） - 再生アンドロイド部隊 - ミドリマンモス（声：増岡弘）                             | 伊上勝            | 畠山豊彦 |
| 1973年1月6日 | 26   | ミドリマンモス 地球冷凍作戦!!      | ミドリマンモス | 春日憲政          | 畠山豊彦 |
| 1月13日      | 27   | バイオレットサザエの悪魔の恋       | - バイオレットサザエ（声：京田尚子、人間態：進千賀子） - アカオニオコゼ（声：青森伸） - カイメングリーン（声：大宮悌二） | 長坂秀佳          | 北村秀敏 |
| 1月20日      | 28   | 赤子を泣かすアカオニオコゼ！       | - アカオニオコゼ - カイメングリーン                                                                                      | 長坂秀佳          | 北村秀敏 |
| 1月27日      | 29   | カイメングリーンは三度甦える       | カイメングリーン（人間態：潮健児）                                                                                       | 長坂秀佳          | 永野靖忠 |
| 2月3日       | 30   | アカネイカ 美人女子大生を狙う      | アカネイカ（声：増岡弘）                                                                                                 | 長坂秀佳          | 永野靖忠 |
| 2月10日      | 31   | ジローの死を呼ぶタコヤマブキ       | - タコヤマブキ（声：清川元夢） - アオデンキウナギ（声：丸山詠二、人間態：轟謙二）                                        | 長坂秀佳          | 畠山豊彦 |
| 2月17日      | 32   | アオデンキウナギ 魔の腕が光る      | アオデンキウナギ | 長坂秀佳          | 畠山豊彦 |
| 2月24日      | 33   | 兇悪キメンガニレッド 呪いの掟      | - キメンガニレッド（声：大宮悌二） - カブトガニエンジ（再生）（声：丸山詠二）                                            | 多村映美          | 永野靖忠 |
| 3月3日       | 34   | 子連れ怪物 ブラックハリモグラ      | - ブラックハリモグラ（声：増岡弘、人間態：平松慎吾） - 子ハリモグラ（声：斉藤浩子）                                      | 島田真之          | 永野靖忠 |
| 3月10日      | 35   | ジロー デンジエンドの最期！        | クロガラス（声：渡部猛）                                                                                                 | 長坂秀佳          | 北村秀敏 |
| 3月17日      | 36   | 狂ったジローが光明寺をおそう       | - クワガタブルー（声：増岡弘） - ヒトデムラサキ（声：和久井節緒）                                                        | 長坂秀佳          | 畠山豊彦 |
| 3月24日      | 37   | ジローの弟 強敵ハカイダー！        | ヒトデムラサキ | 長坂秀佳          | 畠山豊彦 |
| 3月31日      | 38   | ハカイダーがジローを殺す！         | ヒトデムラサキ | 長坂秀佳          | 永野靖忠 |
| 4月7日       | 39   | 父の仇ジロー 全国指名手配          | アンコウブラウン（声：大宮悌二）                                                                                         | 長坂秀佳          | 永野靖忠 |
| 4月14日      | 40   | 危しジロー！機能完全停止!!         | キリギリスグレイ（声：渡部猛）                                                                                           | 長坂秀佳          | 北村秀敏 |
| 4月21日      | 41   | 壮絶 ジロー空中分解！              | アカ地雷ガマ（声：増岡弘）                                                                                               | 長坂秀佳          | 畠山豊彦 |
| 4月28日      | 42   | 変身不能!? ハカイダー大反逆！      | - アカ地雷ガマ - 白骨ムササビ（声：和久井節緒）                                                                          | 長坂秀佳          | 畠山豊彦 |
| 5月5日       | 43   | ジローの最期か ダーク全滅か!?      | 白骨ムササビ | 長坂秀佳          | 畠山豊彦 |

1972年7月22日は「プロ野球オールスターゲーム第1戦」放送のため休止。

## 放送局
- NET（制作局）：土曜 20:00 - 20:30
- 北海道テレビ：土曜 20:00 - 20:30
- 青森テレビ：土曜 20:00 - 20:30[45]
- テレビ岩手：日曜 10:30 - 11:00[46]
- 秋田放送：木曜 17:30 - 18:00[47]
- 山形放送：火曜 16:30 - 17:00[48]
- 宮城テレビ：日曜 10:00 - 10:30（第37話まで） → 火曜 19:00 - 19:30（第38話から）[49]
- 福島中央テレビ：火曜 18:00 - 18:30[50]
- 新潟総合テレビ
- 北日本放送
- 北陸放送：木曜 18:00 - 18:30[51]
- 福井放送：水曜 18:00 - 18:30[52]
- 信越放送：水曜 18:00 - 18:30（1972年8月30日 - 1973年3月28日[53]） → 火曜 17:30 - 18:00（1973年4月17日 - 7月3日[54]）
- 静岡放送（途中打ち切り）
- 名古屋テレビ： 木曜 20:00 - 20:30（1972年7月13日 - 9月28日） → 金曜 19:00 - 19:30（1972年10月6日 - 12月29日） → 金曜 18:00 - 18:30（1973年1月5日 - 3月30日） → 土曜 20:00 - 20:30（1973年4月7日 - 5月5日）[55]
- 毎日放送：土曜 20:00 - 20:30
- 日本海テレビ
- 広島ホームテレビ：土曜 20:00 - 20:30[56]
- 山口放送：火曜 18:00 - 18:30
- 岡山放送
- 四国放送
- 瀬戸内海放送：土曜 20:00 - 20:30
- テレビ愛媛
- テレビ高知
- 九州朝日放送：土曜 20:00 - 20:30[56]
- テレビ長崎
- 熊本放送
- テレビ宮崎：木曜 18:00 - 18:30 (1973年6月まで放送[57])
- テレビ大分：土曜 20:00 - 20:30[56]
- 南日本放送
- 琉球放送

## 劇場版
飛び出す人造人間キカイダー（1973年3月17日公開）
脚本：長坂秀佳
監督：北村秀敏
ゲスト出演者：上原ゆかり（秋月ユカ）、西村秀人（青木ヒロシ）、清水一郎（ヒロシの父）
登場ダークロボット：マダラスナトカゲ（演：三橋幸男・声：増岡弘）、新生ダーク破壊部隊
カラー、シネマスコープ、上映時間は33分。
「東映まんがまつり」の一編として上映。同時上映は『パンダの大冒険』・『バビル2世』（第1作）・『マジンガーZ』・『ひみつのアッコちゃん』（第1作）・『仮面ライダーV3』の計5本。
一部がアナグリフ式と呼ばれる特殊な方式で撮影されたパート立体映画で、映画館の入場時に赤・青のフィルター（劇場公開時は厚紙で作られたメガネで、右目・青、左目・赤のセロハンを貼ったもの）を手渡され、作品中のジローの合図でそのメガネを通して見ることで立体効果が得られるような仕様となっている。なお、映画館の退出時にメガネは回収された。
テレビヒーロー立体映画が制作されたのは、1969年7月20日公開の『飛びだす冒険映画 赤影』以来4年ぶりだが、『赤影』は一部テレビ版のフィルムを流用しているため、本作品が初の完全新作による立体映画となった。
後年東映チャンネルでの再放送では冒頭に断り書きを付け、立体映像部分をモノクロ処理して放送された。
『人造人間キカイダー DVD - BOX』・『同 Blu-ray BOX Vol.1』のボーナスディスクや、2007年12月7日に発売された『東映特撮ヒーロー THE MOVIE BOX』に収録されている。単品売りのDVDには収録されていない。Blu-ray版はBlu-ray Disc 3D仕様で収録されており、同規格に対応しているテレビとプレイヤー（レコーダー）を使う形で3D映像を視聴出来る（2D状態でも普通に視聴可能。3D部分については東映チャンネル放送版と同様にモノクロ処理されている）。

## 備考
- 第6話は大井競馬場でロケを行なったが、事前の了解を取らずにコース上で車やサイドマシーンを走らせてしまい、あとでスタッフは管理者から大目玉を食らった[60]。このロケでは、半平役の植田峻がブラックホースの着ぐるみを着てトラックを半周させられたとのエピソードも残っている[61][62]。
- 第10話でサソリブラウンが襲った研究所は、世田谷区岡本にあった「百窓」と呼ばれる建物である。立方体に円い窓が4面で合計100個あるために「百窓」と呼ばれ、その幾何学的で特徴的な特異な外観と、東宝砧撮影所や円谷プロダクション（旧本社）、国際放映撮影所（現在の東京メディアシティ）などから近いために、『ウルトラセブン』（第12話のアジトとして）や『快獣ブースカ』、『コメットさん』など多くのドラマで使用された。なお、この「百窓」ビルは現在は取り壊され、現存しない。

### ハワイでの人気
『人造人間キカイダー』『キカイダー01』ともにハワイで放映され、初放映から50年近く経過した現在でも人気を得ている。
1974年の初放映時は日本語版に字幕のみの放映で平均視聴率 26%を叩き出す大ヒットを記録。初放映の翌日はいつの間に広まったのか、主題歌「ゴーゴー・キカイダー」がディスコで流れていた。ジローを演じた伴大介は後に「国境を越えるハートのある素晴しい作品なんだ」と現地に行って感じた感慨を述懐している。伴の歌う挿入歌「春くれば」は有線放送ヒットチャート 1位を記録するなど、ハワイの音楽チャートを席巻。その後、伴はハワイの「名誉市民」の称号を得た。関連商品が売れ、キャラクターショーも人気となり、伴大介が出演したショーには1万人の観客が訪れた。
放送終了とともにブームは一先ず去ったが、KIKU-TVで、2001年11月より毎週土曜日の19:00（現地時間）から再放送を開始したことで人気が再燃。ハワイの人々がキカイダーのファンで在り続けていることを証明すると共に多くの新しいファンを生み出した。この人気再燃現象は後に「GENERATION KIKAIDA（ジェネレーション・キカイダー）」と呼ばれた。
近年の特筆すべき動向は下記の通り
- 2002年4月12日 ハワイ州知事によって、4月12日が「ジェネレーション・キカイダー・デイ」に制定[63]
- 2007年5月19日　マウイ島市長によって、5月19日が「キカイダー・ブラザーズ・デイ」に制定。
- 2014年10月　ハワイのシネコン Ward Stadium with TITAN XCで、キカイダーのリブート映画『キカイダー REBOOT』を上映[65]。当初はWard Stadium 1館だけで1週間の限定公開だったが並み居るメジャー映画作品を押しのけて、ハワイの映画 週末興行収入で1位を獲得して異例の上映期間延長が決定。ハワイにおける『キカイダー』人気の健在振りを示す。

ハワイのプロモーションに積極的に関与しているのは英語版 キカイダーソフトの配布元 JNプロダクションで、プロダクションの代表である日系人Joanne Ninomiyaである。Ninomiyaは英語版ソフト内で伴大介と池田駿介に日本語でインタビューを行い、70年代にハワイでキカイダーシリーズを視聴して影響を受けた子供たちが道徳的によく育ったことを評価した上で、その子供たちの世代がキカイダーを視聴して成長することの社会的な意義を強調している。Ninomiyaはキカイダーがハワイで人気を博した理由として「キカイダーのカラーリングが南国的でハワイの感覚に合っているため」と述べており、物語も「ジローとミツコの関係、記憶喪失の光明寺博士を探して旅を続ける展開がメロドラマ的で日系人が特に好む傾向であるから」と述べている。
近年、伴は様々なイベントでハワイに招かれ、当時のジローの衣装を着て、ステージに登壇。『REBOOT』公開時はハワイに赴き、映画を観客と共に鑑賞している（伴は『REBOOT』で、“ 前野究治郎 ”役で出演）。『01』でイチローを演じた池田駿介はハワイに招かれた際に伴と同様、イチローの衣装で登壇した。
本作が米国で人気を得ているのはハワイのみで、ハワイ放送以前はサンフランシスコ、シカゴの地方局で放映したが話題にならなかったという。

## 映像ソフト化
東映ビデオより発売
- ビデオ（VHS、セル・レンタル共通）は傑作選として、7巻・20話分を収録したものがリリースされたが、最終回は収録されなかった。
- 1993年12月17日にLD-BOXを発売した。
  - 再発売リクエスト第1位を獲得したことから[67]、1998年10月21日から1999年3月21日にかけて単品のLDが発売された[67][68]。全6巻の各2枚組で各巻8話（Vol.6のみ1枚・3話）収録。
- 1997年にビデオとLDで総集編『キカイダーメモリアル 25年目の再会』を発売した。総集編は次作の『キカイダー01』も含まれている。
- 2004年12月10日にDVD-BOXが発売された。
  - 2008年4月21日から7月21日にかけて、単品のDVDを発売した。全4巻の各2枚組で各巻10話（Vol.3は11話、Vol.4は12話）収録。
  - 2008年7月21日発売の『石ノ森章太郎 生誕70周年 DVD-BOX』に第1話が収録されている。
  - ハワイでは日本版とは異なる東映公認のDVD - BOXがJNプロダクションより発売。日本版にはない伴大介のインタビュー映像、カラオケ、設定資料、クイズなどを収録している。単品のDVDも発売され、全9巻で各巻5話（Vol.9のみ3話）収録。
- 2014年4月11日に総集編『人造人間キカイダーメモリアル』を発売。
- 2014年5月9日にキカイダーのBlu-ray-BOX VOL.1が、7月11日にVOL.2を発売。

## ネット配信
- 東映特撮YouTube Official…2011年8月1日 - 12月25日、2022年8月23日 - 2023年1月24日

## 派生作品
人造人間キカイダー (漫画)
石森章太郎による漫画版。
キカイダー01（1973年）
本作品の続編テレビシリーズ。
人造人間ハカイダー（1995年、東映）
本作品のキャラクター「ハカイダー」を主人公とした劇場映画。いわゆるスピンオフものだが変身ヒーローものの悪役キャラを主役にした珍しい映画である。またラストに登場するミカエル戦車は右半身が青、左半身が赤とキカイダーと同様の配色である。
S.I.C.シリーズ（1998年、バンダイ）
石ノ森章太郎作品を原型師独自の解釈で一新したフィギュア模型シリーズ。デザイナー・造形は竹谷隆之。VOL.1のキカイダーは石ノ森最晩年の時期であり、石ノ森自らが監修している。
KIKAIDER00（月刊ホビージャパン）
バンダイのS.I.C.シリーズを元に模型雑誌で連載された小説。
キカイダー02（2000年、MEIMU著、角川書店「エースネクスト」連載）
原作者の石ノ森章太郎没後に連載されたリメイク漫画。「エースネクスト」休刊後も「特撮エース」にて連載再開されている。また、2004年から2005年にはこの『02』の続編『イナズマンVSキカイダー』も特撮エースにて連載された。
人造人間キカイダー THE ANIMATION（2000年）
石森の原作漫画を基にしたアニメーション。翌2001年にはその続編となる『キカイダー01 THE ANIMATION』が制作された。
パチスロ「人造人間キカイダーK」（2006年、平和）
人造人間キカイダー The Novel（2013年、松岡圭祐著、角川書店）
キカイダーを新解釈でリメイクした小説。
キカイダー REBOOT（2014年）
原作者の石森章太郎没後15年目に映像化されるリブート映画(REBOOTとは再起動の意)。テレビシリーズで主演を務めた伴大介が出演するほか、リデザインされたキカイダーとハカイダー、巨大重機グレイサイキングが登場した。
『仮面ライダー鎧武/ガイム』30話「赤と青のキカイダー」で、映画公開に向けた番外編が放送された。

### ゲスト登場
ジャッカー電撃隊VSゴレンジャー（1977年、東映）
劇場作品。キカイダーがモンゴルで悪役「地獄拳師」と戦っているという設定で、写真のみ登場している。
レンジャーズストライク クロスギャザー（2009年9月）
トレーディングカードゲーム。「第2弾」として、本作品のキカイダーとハカイダーを収録。
オーズ・電王・オールライダー レッツゴー仮面ライダー（2011年、東映）
劇場作品。キカイダー01、イナズマン、快傑ズバットと共に登場。キカイダーが映像作品に登場するのは38年ぶりである。
PlayStationシリーズCM「年末はPSを買う良い機会ダー」篇、「お正月はPSを買う良い機会ダー」篇（2012年、ソニー・コンピュータエンタテインメント）
「年末（お正月）はPlayStationを買う良い機会だ!」という駄洒落と共に、家族がゲーム機をプレイしているお茶の間にキカイダーが乱入するシュールなCM。「ちょっぴり価格破壊ダー」というテロップと共にハカイダーも登場。
仮面ライダー×スーパー戦隊×宇宙刑事 スーパーヒーロー大戦Z（2013年、東映）
映画のエンディング終了後にキカイダーが登場。

### パロディ・オマージュ
超電子バイオマン（1984年、東映、テレビ朝日）
敵役「バイオハンター・シルバ」のデザインは、キャラクターデザインを手がけた出渕裕がハカイダーを念頭に置いていたと語っている。
戦え!!イクサー1（1985年-1987年、AIC）
主役「イクサー1」はキカイダーの、敵役「イクサー2」はハカイダーのオマージュであると原案、監督、脚本、キャラクターデザインを担当した平野俊弘が語っている。本作はキカイダーシリーズと同じく渡辺宙明が音楽を担当したが、あるファンに｢ハカイダーの歌に似た曲が有るが、似すぎている｣と指摘を受け、監督の注文に依ることを説明したという。
光戦隊マスクマン（1987年、東映、テレビ朝日）
第38話「タケルが消される時間」の劇中で、ジローの衣裳を着用（ヘルメットや背中のギターなども装備）した少年時代のタケルが、屋根の上で「チェンジ・スイッチ・オン!」などの変身ポーズを取る場面がある。
超人機メタルダー（1987年、東映、テレビ朝日）
主役「メタルダー」は、デザインを含め本作品のオマージュと言われる。劇中に登場するライバルロボット「トップガンダー」は、ハカイダーのオマージュである。
彼岸花（2000年、サミー）
本作品の脚本家の1人である長坂秀佳が製作総指揮を務めたテレビゲーム。主人公が「デン・ジ・エンド！」と叫ぶシーンがある。
リヴァイアサン （大塚英志原作、衣谷遊画による漫画）
作中に既開田 二（）という名の刑事が登場する。頭の半分が機械になっており、透明なカバーで覆われている。
仮面ライダージオウ（2018年、東映、テレビ朝日）
劇中に登場する仮面ライダーの一人である「仮面ライダーキカイ」の変身者である「真紀那レント」を『キカイダー REBOOT』でジロー/キカイダー役だった入江甚儀が演じ、衣装デザインは『人造人間キカイダー』のジローの衣装がベースになっていて必殺技やその名称に『人造人間キカイダー』に由来するものがある。